# لورنزو پلی
لورنزو پلی (انگلیسی: Lorenzo Peli؛ زادهٔ ۲۴ ژانویهٔ ۲۰۰۰) بازیکن فوتبال است.
از باشگاه‌هایی که در آن بازی کرده‌است می‌توان به باشگاه فوتبال آتالانتا اشاره کرد.
وی همچنین در تیم ملی فوتبال زیر ۱۸ سال ایتالیا بازی کرده‌است.